# Большой Азям
Большой Азям (баш. Оло Әҙәм) — река в России, протекает по Башкортостану и Челябинской области. Устье реки находится в 13 км по правому берегу реки Большая Арша. Длина реки составляет 25 км. В 2,9 км от устья по правому берегу впадает река Аттамыш.

## Данные водного реестра
По данным государственного водного реестра России относится к Камскому бассейновому округу, водохозяйственный участок реки — Ай от истока и до устья, речной подбассейн реки — Белая. Речной бассейн реки — Кама.
Код объекта в государственном водном реестре — 10010201012111100021771.